# Bryconaethiops quinquesquamae
Bryconaethiops quinquesquamae is een straalvinnige vissensoort uit de familie van de Afrikaanse karperzalmen (Alestidae). De wetenschappelijke naam van de soort is voor het eerst geldig gepubliceerd in 1990 door Guy G. Teugels en Dirk Thys van den Audenaerde.